# Valeriana hirticalyx
Valeriana hirticalyx är en kaprifolväxtart som beskrevs av L.C. Chiu. Valeriana hirticalyx ingår i släktet vänderötter, och familjen kaprifolväxter. Inga underarter finns listade i Catalogue of Life.